# Cultus
Cultus és un gènere d'insectes plecòpters pertanyent a la família dels perlòdids.

## Hàbitat
En els seus estadis immadurs són aquàtics i viuen a l'aigua dolça, mentre que com a adults són terrestres i voladors.

## Distribució geogràfica
Es troba a Nord-amèrica: el Canadà (la Colúmbia Britànica, Nova Brunswick, Ontario, el Yukon i el Quebec) i els Estats Units (Colorado, Montana, Nou Mèxic, Utah, Wyoming, Geòrgia, Michigan, Carolina del Nord, Nova York, Pennsilvània, Virgínia, Idaho, Oregon, Kentucky, Nou Hampshire, Tennessee, Virgínia Occidental, Califòrnia i Washington).

## Taxonomia
- Cultus aestivalis (Needham & Claassen, 1925)
- Cultus decisus (Walker, 1852)
  - Cultus decisus decisus (Walker, 1852)
  - Cultus decisus isolatus (Banks, 1920)
- Cultus pilatus (Frison, 1942)
- Cultus tostonus (Ricker, 1952)
- Cultus verticalis (Banks, 1920)[11][12][13][14]